# الکساندر آپانچوک
الکساندر آپانچوک (اوکراینی: Олександр Вікторович Апанчук؛ زادهٔ ۲ نوامبر ۱۹۹۳) بازیکن فوتبال است.